# Старая Слобода (Владимирская область)
Старая Слобода — село в Александровском муниципальном районе Владимирской области России. Входит в состав Следневского сельского поселения.

## География
Расположено в 6 км на северо-запад от города Александрова.

## История
Село с незапамятных времен было дворцовым, принадлежащим великокняжескому двору. Здесь со времен Переяславль-Залесского княжества находилась летняя резиденция великих князей. В состав великокняжеской усадьбы с названием Александрова Слобода входили большой деревянный теремный дворец, деревянная церковь, большая конюшня и каретник, а также другие хозяйственные постройки. Усадьба была исключительно удобна по расположению, от нее пути вели и в Переславль-Залесский, и в Дмитров, и в Москву, и в Суздаль и Владимир. Поскольку центром земли был Переславль-Залесский, то в усадьбе Александровой Слободы бывали все переяславские князья, в том числе великий князь Александр Невский. Основание усадьбы и церкви состоялось предположительно во второй половине XII века. Возможно, первоначальная деревянная церковь была освящена во имя Святителя Николая Чудотворца. Усадьба потеряла свое главное значение в начале XVI века, когда в декабре 1513 года  великокняжеская усадьба переместилась в Новую Александрову Слободу, на месте которой сейчас стоит Александровский Успенский женский монастырь. На прежнем месте осталось дворцовое село Старая Слобода. Летом 1689 года село оказалось в центре событий, связанных с маневрами так называемых потешных войск, которые проводил здесь юный царь Пётр Алексеевич и генерал, англичанин Патрик Гордон с Преображенским и Семеновскими полками.
В XIX и первой четверти XX века входило в состав Александровской волости Александровского уезда.
В годы советской власти, до 1998 года село входило в состав Балакиревского сельсовета.

## Население
| 1859 | 1905 | 1926 | 2002 | 2010 | 2021 |
| ---- | ---- | ---- | ---- | ---- | ---- |
| 280  | ↗355 | ↘230 | ↘67  | ↘56  | ↗127 |

## Достопримечательности

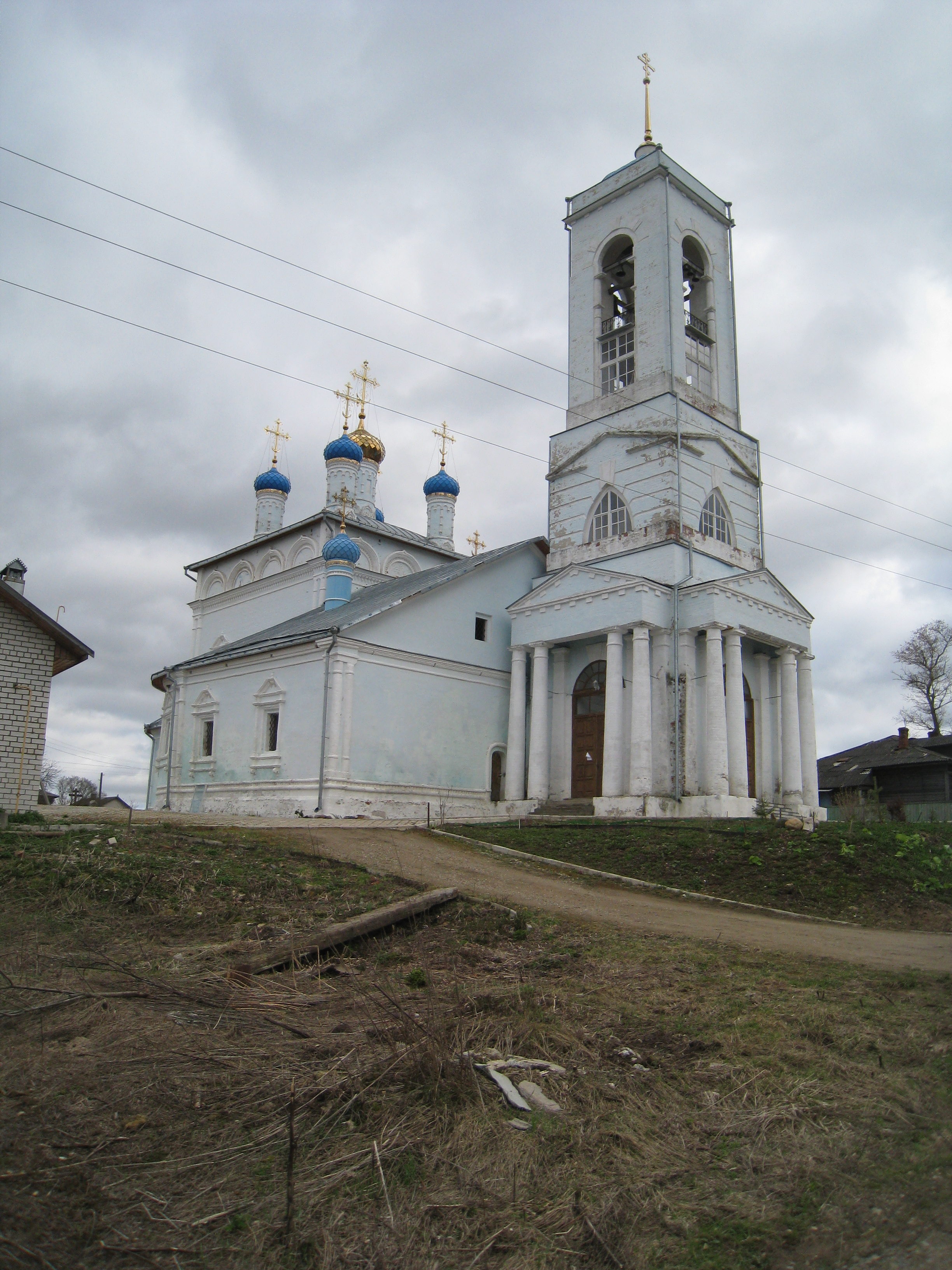
Храм иконы Казанской Божией Матери

В селе расположен храм Казанской иконы Божией Матери. Строительство каменного храма началось по указанию царя Петра I 10 августа 1696 года во исполнение завещанной воли брата царя Иоанна V, умершего в январе 1696 года. Руководил работами духовный наставник великого государя Петра Алексеевича отец Феофан Феофилактович, протоиерей Благовещенского собора Московского Кремля. Строительство храма было завершено 4 мая 1698 года. В храме 3 придела: основной в честь иконы Казанской иконы Божией Матери, северный во имя усекновения главы св. Иоанна Предтечи, небесного покровителя царя Иоанна Алексеевича, более поздний южный придел Святителя Николая Чудотворца. Колокольня при храме обветшала в XVII веке. Была построена новая каменная трехъярусная колокольня в 1865 году на средства московского кремлёвского Благовещенского собора.
После революции с образованием колхоза, а затем совхоза «Слободской», здание церкви использовали в качестве сельскохозяйственного склада. В 1960-х годах областной службой охраны памятников здание было частично реставрировано. С 2002 по 2006 год продолжались работы по реставрации храма под началом священника Успенского монастыря Иоанна Девликамова. С осени 2006 года в храме регулярно совершаются службы в пределе усекновения главы Иоанна Предтечи.